# 우니베르시다드 카톨리카 델 에콰도르

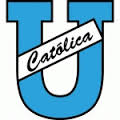

우니베르시다드 카톨리카 델 에콰도르(C.D. Universidad Católica del Ecuador)는 에콰도르 키토를 연고로 하는 축구 클럽이다. 이 팀은 1963년 6월 23일에 창단되었으며 현재는 에콰도르 세리에 A에 참가하고 있다.

## 선수 명단

### 현역
참고: FIFA 자격 규정에 따라 소속된 국가대표팀 국기를 표시합니다. 선수는 복수의 FIFA 비회원국 국적을 가지고 있을 수 있습니다.
| 번호 | 포지션 | 국적       | 이름              |
| ---- | ------ | ---------- | ----------------- |
| 9    | FW     | 파나마     | 아자리아스 론도뇨 |
| 10   | MF     |            | 파쿤도 마르티네스 |
| 11   | FW     | 파나마     | 이스마엘 디아스   |
| 22   | GK     | 베네수엘라 | 라파엘 로모       |

| 번호 | 포지션 | 국적       | 이름          |
| ---- | ------ | ---------- | ------------- |
| 28   | MF     |            | 마우로 디아스 |
| 30   | FW     | 파라과이   | 밀턴 마치엘   |
| -    | DF     | 베네수엘라 | 욘 찬셀로     |